# Bitwa pod Ghazni
Bitwa pod Ghazni – starcie zbrojne, które było jednym z początkowych epizodów I wojny brytyjsko-afgańskiej. Zdobycie miasta przez Brytyjczyków otworzyło im drogę na Kabul.

## Droga do wojny
Indie Brytyjskie były w I połowie XIX w. zarządzane przez Brytyjską Kompanię Wschodnioindyjską. Kontrolując cały subkontynent oczy Kompanii zwróciły się na Afganistan, pogrążony w częstych wojnach domowych. Konkurentami Brytyjczyków w walce o wpływy w Afganistanie byli Rosjanie. Obawiając się usadowienia Rosjan w Afganistanie, co mogło zagrozić brytyjskiemu panowaniu w Indiach, gubernator generalny lord Auckland rozpoczął negocjacje z afgańskim władcą, Dostem Mohammadem.
Dost był przychylny sojuszowi z Wielką Brytanią, ale ceną za to miała być brytyjska pomoc w odzyskaniu Peszawaru, który został zdobyty przez Sikhów. Brytyjczycy nie mieli jednak ochoty na wojnę z Sikhami i odmówili. Wówczas Dost Mohammad nawiązał kontakty z Rosjanami, którzy przysłali do Kabulu swojego wysłannika. Lord Auckland uznał to za działanie antybrytyjskie. Wprawdzie rozmowy afgańsko-rosyjskie zostały zerwane w 1839 r., ale Rosja zawarła rychło sojusz z Persją. Wojska sojuszników obległy Herat.
Lord Auckland zdecydował wówczas o wysłaniu wojsk do Afganistanu i osadzeniu na tamtejszym tronie probrytyjskiego władcy. Akurat w tym czasie w Indiach przebywał Szuja Szah, obalony wiele lat temu władca Afganistanu. On stał się brytyjskim kandydatem.

## Brytyjska inwazja
Inwazji na Afganistan miały dokonać siły Armii Bengalu. Gros jej wojsk, nazwany Armią Indusu, pod dowództwem sir Harry’ego Fane’a, został skoncentrowany na granicy Pendżabu i miał wkroczyć do Afganistanu drogą przez Peszawar i przełęcz Khyber. Drugi oddział brytyjski, składający się z jednej dywizji Armii Bombaju generała sir Johna Keane’a, miał wylądować u ujścia Indusu.
Kiedy Brytyjczycy przygotowywali się do interwencji nadeszły wieści, że wojska rosyjsko-perskie przerwały oblężenie Heratu. W opinii wielu oficerów brytyjska interwencja stała się bezprzedmiotowa. Lord Auckland nie porzucił jednak zamiaru osadzenia na tronie swojego kandydata i nakazał kontynuować przygotowania. W takiej sytuacji dalszego udziału w wyprawie odmówił jej głównodowodzący Harry Fane. Nowym wodzem naczelnym został John Keane.
Armia Indusu rozpoczęła działania wojenne w grudniu 1838 r. Indus przekroczono na moście zbudowanym przez saperów Armii Bengalu. Obie armie połączyły się w Quetta i rozpoczęły przygotowania do inwazji. Armia szybko przekroczyła górskie przełęcze i ruszyła do Kandaharu. Duch w armii był znakomity. Powszechnie uważano, że kampania będzie krótka. Oficerom towarzyszyły żony, skrzynki whiskey i pistolety pojedynkowe. Za wojskiem szli drobni handlarze, markietanki, prostytutki i ordynansi. Każdy brytyjski żołnierz miał trzech hinduskich służących. Szuja Szah zapewniał Brytyjczyków, że przyjdzie im walczyć przeciw zbiegowisku psów.
4 maja 1839 r. Armia Indusu przybyła do Kandaharu. Lokalni przywódcy uciekli na zachód. 27 czerwca Keane ruszył na Kabul. 21 lipca Brytyjczycy podeszli pod twierdzę Ghazni. Załogą dowodził syn Dosta Mohammada, Hyder Chan. Ghazni broniły potężne mury, wysokie na 70 stóp. Ponieważ sprzęt oblężniczy pozostał w Kandaharze, Brytyjczycy musieli szturmować twierdzę, chcąc otworzyć sobie drogę na Kabul.

## Ghazni
Główny inżynier armii, pułkownik Thompson, dokonał rekonesansu oraz przesłuchał afgańskich jeńców. Z ich zeznań dowiedział się, że obrońcy zablokowali kamieniami wszystkie bramy miejskie, z wyjątkiem północnej bramy kabulskiej. Tam miał się odbyć brytyjski szturm. Armia Indusu obeszła miasto i rozpoczęła przygotowania do szturmu. Zakończyły się one 22 lipca. Brytyjczycy mieli atakować dwiema kolumnami, dowodzonymi przez podpułkownika Dennie’ego i brygadiera Sale’a.
23 lipca oddział inżynierów kapitana Peata ruszył w kierunku bramy kabulskiej. Ładunki pod bramę miał podłożyć oddział kapitana Duranda. 150 jardów od bramy Brytyjczycy został ostrzelani przez Afgańczyków. Wówczas Brytyjska artyleria rozpoczęła ostrzał murów miejskich. Oddziały Peata i Duranda dopadły bramy i położyły ładunki wybuchowe. Brama wyleciała w powietrze.
Sygnał do szturmu miał dać jeden z ludzi Peata, ale został on zastrzelony. Sygnał do ataku dał więc kapitan Durand. Cztery lekkie kompanie Dennie’ego dopadły do wyłomu i zaczęły walkę wręcz z afgańskimi obrońcami. Kontratak obrońców odseparował oddział Dennie’ego od głównej kolumny Sale’a. Sam Sale został kilkakrotnie ranny podczas starcia. Ostatecznie jednak Brytyjczycy wyrąbali sobie drogę w głąb miasta. Cytadela nie była broniona, a samo miasto szybko znalazło się w brytyjskich rękach.
Straty brytyjskie wyniosły 200 zabitych i rannych. Zginęło 500 Afgańczyków, a 1600 dostało się do niewoli. Liczba rannych po stronie afgańskiej nie jest znana.

## Na Kabul
Keane zostawił w Ghazni niewielki garnizon i ruszył na Kabul. Miasto padło 30 lipca. Generał Keane za sukces w kampanii afgańskiej otrzymał parowski tytuł 1. barona Keane. Dost Mohammad uciekł z Kabulu na wieść o upadku Ghazni. Został schwytany w górach przez patrol kawalerii w listopadzie 1840 r. Brytyjczycy osadzili na tronie Szuję Szaha. Nowy władca nie cieszył się popularnością w społeczeństwie, a Brytyjczycy swoją nierozważną polityką pogarszali swoje relacje z miejscowymi. Keane był świadom, że powstanie w Afganistanie jest nie do uniknięcia. Jesienią 1839 r. powiedział pewnemu oficerowi: Mogę tylko pogratulować panu, że opuszcza pan ten kraj, gdyż, proszę zapamiętać moje słowa, wkrótce wydarzy się tu jakaś wielka katastrofa!.